# Morhange
Morhange là một xã trong vùng Grand Est, thuộc tỉnh Moselle, quận Forbach, tổng Grostenquin. Tọa độ địa lý của xã là 48° 55' vĩ độ bắc, 06° 38' kinh độ đông. Morhange nằm trên độ cao trung bình là 255 mét trên mực nước biển, có điểm thấp nhất là 221 mét và điểm cao nhất là 305 mét. Xã có diện tích 15,38 km², dân số vào thời điểm 1999 là 4050 người; mật độ dân số là 263 người/km².

## Thông tin nhân khẩu
| 1962  | 1968  | 1975  | 1982  | 1990  | 1999  |
| ----- | ----- | ----- | ----- | ----- | ----- |
| 4 170 | 4 478 | 4 724 | 4 674 | 4 460 | 4 050 |

## Các thành phố kết nghĩa
- Feuchtwangen, Đức

## Nhân vật nổi tiếng
- Eckart Hachfeld (1910-1994), nhà văn, nhà viết kịch bản phim